# Album più venduti in Italia negli anni 2000
Le seguenti liste elencano gli album più venduti in Italia durante ogni singolo anno del primo decennio del XXI secolo, secondo i dati raccolti dalla Federazione Industria Musicale Italiana.

## 2000
| 1  | The Beatles 1                    | The Beatles       |
| 2  | Supernatural                     | Santana           |
| 3  | ...Squérez?                      | Lùnapop           |
| 4  | Esco di rado e parlo ancora meno | Adriano Celentano |
| 5  | Stilelibero                      | Eros Ramazzotti   |
| 6  | All That You Can't Leave Behind  | U2                |
| 7  | Io non so parlar d'amore         | Adriano Celentano |
| 8  | Greatest Hits                    | Lenny Kravitz     |
| 9  | No Man's Land                    | Hevia             |
| 10 | Quando la mia vita cambierà      | Gigi D'Alessio    |

## 2001
| 1  | Stupido hotel                               | Vasco Rossi         |
| 2  | Esco di rado e parlo ancora meno            | Adriano Celentano   |
| 3  | Echoes: The Best of Pink Floyd              | Pink Floyd          |
| 4  | Shake                                       | Zucchero Fornaciari |
| 5  | The Best of Laura Pausini - E ritorno da te | Laura Pausini       |
| 6  | Stilelibero                                 | Eros Ramazzotti     |
| 7  | No Angel                                    | Dido                |
| 8  | Il cammino dell'età                         | Gigi D'Alessio      |
| 9  | The Beatles 1                               | The Beatles         |
| 10 | La curva dell'angelo                        | Renato Zero         |

## 2002
| 1  | Tracks                                           | Vasco Rossi           |
| 2  | Fuori come va?                                   | Ligabue               |
| 3  | Per sempre                                       | Adriano Celentano     |
| 4  | Greatest Hits - Le cose non vanno mai come credi | Giorgia               |
| 5  | The Platinum Collection                          | Queen                 |
| 6  | The Best of 1990-2000                            | U2                    |
| 7  | By the Way                                       | Red Hot Chili Peppers |
| 8  | The Best of Laura Pausini - E ritorno da te      | Laura Pausini         |
| 9  | Rosso relativo                                   | Tiziano Ferro         |
| 10 | Laundry Service                                  | Shakira               |

## 2003
| 1  | 9                                     | Eros Ramazzotti  |
| 2  | Giro d'Italia                         | Ligabue          |
| 3  | Home                                  | Simply Red       |
| 4  | Tracks                                | Vasco Rossi      |
| 5  | Cattura                               | Renato Zero      |
| 6  | The Platinum Collection               | Nomadi           |
| 7  | Sono io - L'uomo della storia accanto | Claudio Baglioni |
| 8  | Escapology                            | Robbie Williams  |
| 9  | In Time: The Best of R.E.M. 1988-2003 | R.E.M.           |
| 10 | Life for Rent                         | Dido             |

## 2004
| 1  | Buoni o cattivi                 | Vasco Rossi         |
| 2  | C'è sempre un motivo            | Adriano Celentano   |
| 3  | Zu & Co.                        | Zucchero Fornaciari |
| 4  | Best of Blue                    | Blue                |
| 5  | Michael Bublé                   | Michael Bublé       |
| 6  | The Platinum Collection         | Mina                |
| 7  | 111                             | Tiziano Ferro       |
| 8  | Convivendo - Parte I            | Biagio Antonacci    |
| 8  | Anastacia                       | Anastacia           |
| 10 | How to Dismantle an Atomic Bomb | U2                  |

## 2005
| 1  | Convivendo - Parte II             | Biagio Antonacci  |
| 2  | It's Time                         | Michael Bublé     |
| 3  | Calma apparente                   | Eros Ramazzotti   |
| 4  | Il dono                           | Renato Zero       |
| 5  | Nome e cognome                    | Ligabue           |
| 6  | Intensive Care                    | Robbie Williams   |
| 7  | In direzione ostinata e contraria | Fabrizio De André |
| 8  | Crescendo e cercando              | Claudio Baglioni  |
| 9  | TuttoMax                          | Max Pezzali + 883 |
| 10 | Confessions on a Dance Floor      | Madonna           |

## 2006
| 1  | Io canto                     | Laura Pausini       |
| 2  | Grazie                       | Gianna Nannini      |
| 3  | Soundtrack '96-'06           | Elisa               |
| 4  | Fly                          | Zucchero Fornaciari |
| 5  | Renatissimo!                 | Renato Zero         |
| 6  | Calma apparente              | Eros Ramazzotti     |
| 7  | Nessuno è solo               | Tiziano Ferro       |
| 8  | Confessions on a Dance Floor | Madonna             |
| 9  | Nome e cognome               | Ligabue             |
| 10 | 18 Singles                   | U2                  |

## 2007
| 1  | e²                    | Eros Ramazzotti     |
| 2  | Soundtrack '96-'06    | Elisa               |
| 3  | Primo tempo           | Ligabue             |
| 4  | Vicky Love            | Biagio Antonacci    |
| 5  | Io canto              | Laura Pausini       |
| 6  | Nessuno è solo        | Tiziano Ferro       |
| 7  | GiannaBest            | Gianna Nannini      |
| 8  | Call Me Irresponsible | Michael Bublé       |
| 9  | Handful of Soul       | Mario Biondi        |
| 10 | All the best          | Zucchero Fornaciari |

## 2008
| 1  | Safari                                    | Jovanotti      |
| 2  | Il mondo che vorrei                       | Vasco Rossi    |
| 3  | Primavera in anticipo                     | Laura Pausini  |
| 4  | Secondo tempo                             | Ligabue        |
| 5  | Non ti scordar mai di me                  | Giusy Ferreri  |
| 6  | Back to Black                             | Amy Winehouse  |
| 7  | Hard Candy                                | Madonna        |
| 8  | GiannaBest                                | Gianna Nannini |
| 9  | Alla mia età                              | Tiziano Ferro  |
| 10 | Viva la vida or Death and All His Friends | Coldplay       |

## 2009
| 1  | Alla mia età                | Tiziano Ferro      |
| 2  | Presente                    | Renato Zero        |
| 3  | Ali e radici                | Eros Ramazzotti    |
| 4  | My Christmas                | Andrea Bocelli     |
| 5  | No Line on the Horizon      | U2                 |
| 6  | Tracks 2 - Inediti & rarità | Vasco Rossi        |
| 7  | Primavera in anticipo       | Laura Pausini      |
| 8  | Laura Live World Tour 09    | Laura Pausini      |
| 9  | This Is It                  | Michael Jackson    |
| 10 | Stupida                     | Alessandra Amoroso |